# Kwiatuszki Małe
Kwiatuszki Małe (deutsch Klein Blumenau) ist eine kleine Siedlung (polnisch kolonia) in der polnischen Woiwodschaft Ermland-Masuren, die zur Landgemeinde Rozogi (Friedrichshof) im Powiat Szczycieński (Kreis Ortelsburg) gehört.

## Geographie
Kwiatuszki Małe liegt im Südosten der Woiwodschaft Ermland-Masuren und 35 Kilometer südöstlich der Kreisstadt Szczytno (Ortelsburg) an einem Landweg, der Kwiatuszki Wielkie (Groß Blumenau) mit Faryny (Farienen) verbindet. Bis 1962 war Faryny die nächste Bahnstation an der Bahnstrecke von Spychowo (Puppen) nach Myszyniec (Mischinietz), die vor 1945 von der Ortelsburger Kleinbahn betrieben wurde, heute jedoch nicht mehr befahren wird.

## Geschichte
Die bis 1945 Klein Blumenau genannte Ortschaft bestand seinerzeit lediglich aus zwei kleinen Gehöften. Gegründet wurde sie vor 1811. 
Im Jahr 1874 kam Klein Blumenau in den neu errichteten Amtsbezirk Farienen (heute polnisch: Faryny) im Landkreis Ortelsburg im Regierungsbezirk Königsberg (1905 bis 1945 Regierungsbezirk Allenstein) der preußischen Provinz Ostpreußen. Am Ende des 19. Jahrhunderts wurde Klein Blumenau in die Landgemeinde Kowallik (heute polnisch: Kowalik) eingemeindet, die ihrerseits im Jahre 1928 – nach Eingliederung des Nachbarortes Waldburg (heute nicht mehr existent) – in „Waldburg“ umbenannt wurde.
In Kriegsfolge kam Klein Blumenau mit dem südlichen Ostpreußen zu Polen und erhielt den polnischen Namen „Kwiatuszki Małe“. Die kleine Siedlung gehört jetzt zur Gmina Rozogi (Friedrichshof) im Powiat Szczycieński (Kreis Ortelsburg) in der Woiwodschaft Ermland-Masuren (1975 bis 1998 Woiwodschaft Ostrołęka).

## Kirche
Die Mehrheit der Bevölkerung Klein Blumenaus vor 1945 war evangelischer Konfession und in das Kirchspiel der Kirche Friedrichshof (heute polnisch: Rozogi) im Kirchenkreis Ortelsburg (Szczytno) in der Kirchenprovinz Ostpreußen der Kirche der Altpreußischen Union einbezogen. 
Heute lebt in Kwiatuszki Małe eine überwiegend katholische Einwohnerschaft, deren Pfarrkirche das ehemals evangelische Gotteshaus in Rozogi ist und zum Dekanat Rozogi im Erzbistum Ermland der Katholischen Kirche in Polen gehört. Hier lebende evangelische Kirchenmitglieder sind jetzt in die Pfarrei Szczytno in der Diözese Masuren der Evangelisch-Augsburgischen Kirche in Polen eingegliedert.